# Lajatico
Lajatico è un comune italiano di 1 272 abitanti della provincia di Pisa in Toscana.

## Geografia fisica

### Territorio
Lajatico sorge su una collina situata alla sinistra del fiume Era, a circa 45 km da Pisa. Il territorio del comune risulta compreso tra i 50 e i 628 metri sul livello del mare. L'escursione altimetrica complessiva risulta essere pari a 578 metri. Tra i corsi d'acqua principali, oltre all'Era, si ricordano il Ragone e lo Sterza.
- Classificazione sismica: zona 2 (sismicità medio-alta), Ordinanza PCM 3274 del 20/03/2003

### Clima
- Classificazione climatica: zona D, 1831 GR/G
- Diffusività atmosferica: alta, Ibimet CNR 2002

## Storia
Il toponimo deriva dal nome di persona latino Larius, col suffisso -aticus a indicare la proprietà e di radice tipicamente latina. I primi insediamenti nella zona di Lajatico risalgono all'epoca etrusco-romana, tuttavia il consolidamento del borgo attuale avvenne a partire dal XII secolo, quando il borgo si sviluppò attorno a un castello di proprietà dei conti Pannocchieschi del ramo degli Elci.
Scrive il Repetti: 
Comunque sia la bisogna, certo è che il castello di Lajatico di Val d'Era nel secolo XII apparteneva ai conti Pannocchieschi d'Elci, giacché il conte Ranieri Pannocchia, figlio del C. Ugolino d'Elci, e la contessa Sibilla sua consorte, mediante un rogito dei 22 gennaio 1139, alienarono a favore di Adimaro Adimari vescovo di Volterra la loro parte di Lajatico e di altri castelli in Val d'Era. Un'altra porzione di Lajatico fu ceduta, nel gennaio del 1160, dal conte Guglielmino, della stessa consorteria dei Pannocchieschi, a Galgano, vescovo di Volterra. Finalmente il successore di quest'ultimo prelato, il potente Ildebrando Pannocchieschi, vescovo e signore di Volterra, poté ottenere da Arrigo VI un diploma (26 agosto 1186), mercé cui acquistò la giurisdizione politica sopra i paesi della sua diocesi, fra i quali Lajatico, Peccioli, Guizzano, Legoli ec. Ma il Vescovo Ildebrando non sembra che pacificamente ne godesse il possesso, allorché sino dall'esordio del secolo XII dominavano costà i Pisani, nonostante che essi fossero ammoniti dal pontefice Innocenzo III, ricusandosi all'invito di consegnare i castelli di Peccioli, di Ghizzano, di Legoli e di Lajatico al Vescovo volterrano.
A ciò essi tanto più si rifiutavano, in quanto che lo stesso Imperatore Arrigo VI aveva assicurato ai Pisani con diploma del 30 maggio 1193 l'alto dominio non solamente del Castello di Lajatico, ma ancora di molte altre corti e paesi del vescovado di Volterra. 
Un simile privilegio fu posteriormente concesso al Comune di Pisa da Ottone IV (anno 1209) e da Carlo IV (anno 1355).»
(Emanuele Repetti, Dizionario Geografico Fisico Storico della Toscana, 1843)
 Nel XVII secolo divenne marchesato insieme ad Orciatico concesso alla famiglia Corsini di Firenze fino all'abolizione dei feudi granducali.

### Simboli
Lo stemma, concesso con regio decreto del 17 febbraio 1884, è d'argento, al ramoscello di rosa al naturale col motto «Tutto vive tutto muore». Lo scudo è timbrato da una corona formata da un cerchio di muro d'oro, sormontato da otto merli uniti da muriccioli, il tutto d'argento.
Il gonfalone, concesso con decreto del presidente della Repubblica del 15 febbraio 1950, è costituito da un drappo partito di bianco e di rosso riccamente ornato da ricami d'argento con la scritta: «Comune di Lajatico». Le parti in metallo e i cordoni sono argentati. L'asta verticale è ricoperta di velluto bianco e rosso con bullette argentate poste a spirale. Nella freccia è rappresentato lo stemma del Comune e sul gambo inciso il nome. Cravatta e nastri tricolorati dai colori nazionali frangiati in argento.

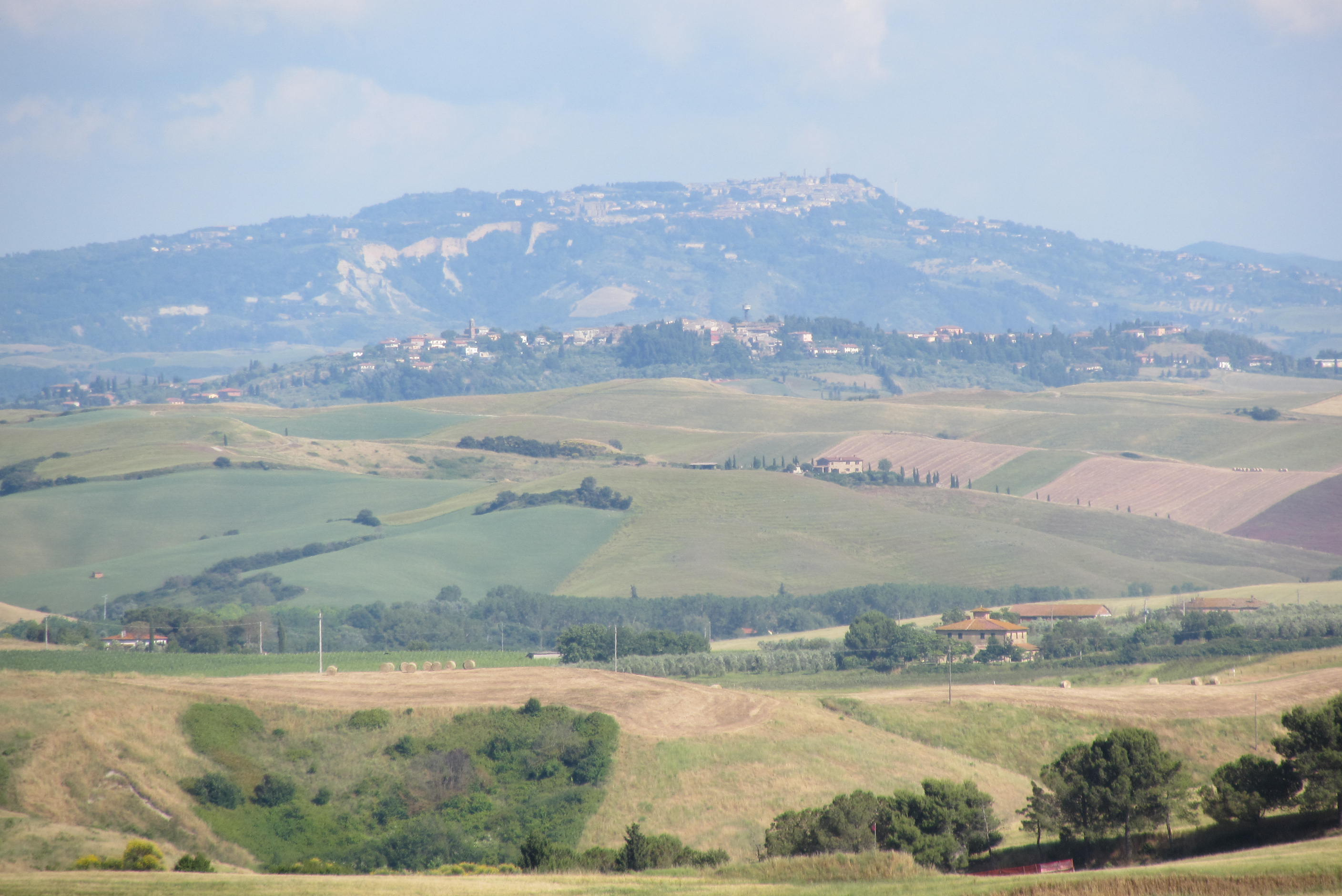
Il profilo di Lajatico visto da Casciana di Lari, che dista in linea d'aria circa 10 km da Lajatico. Sullo sfondo il profilo della grande città-madre etrusca di Volterra, che dista in linea d'aria circa 14 km da Lajatico.

## Monumenti e luoghi d'interesse

### Architetture religiose
- Chiesa di San Leonardo
- Chiesa di San Michele Arcangelo a Orciatico
- Chiesa della Compagnia a Orciatico
- Chiesa di San Giovanni Bosco a Villaggio San Giovanni di Val d'Era
- Oratorio di San Sebastiano
- Oratorio della Santissima Annunziata, in località Il Poggio

### Architetture civili
- Palazzo Gotti Lega
- Palazzo Pretorio
- Villa di Spedaletto

### Architetture militari
- Rocca di Pietracassia

## Società

### Evoluzione demografica
Abitanti censiti

## Cultura

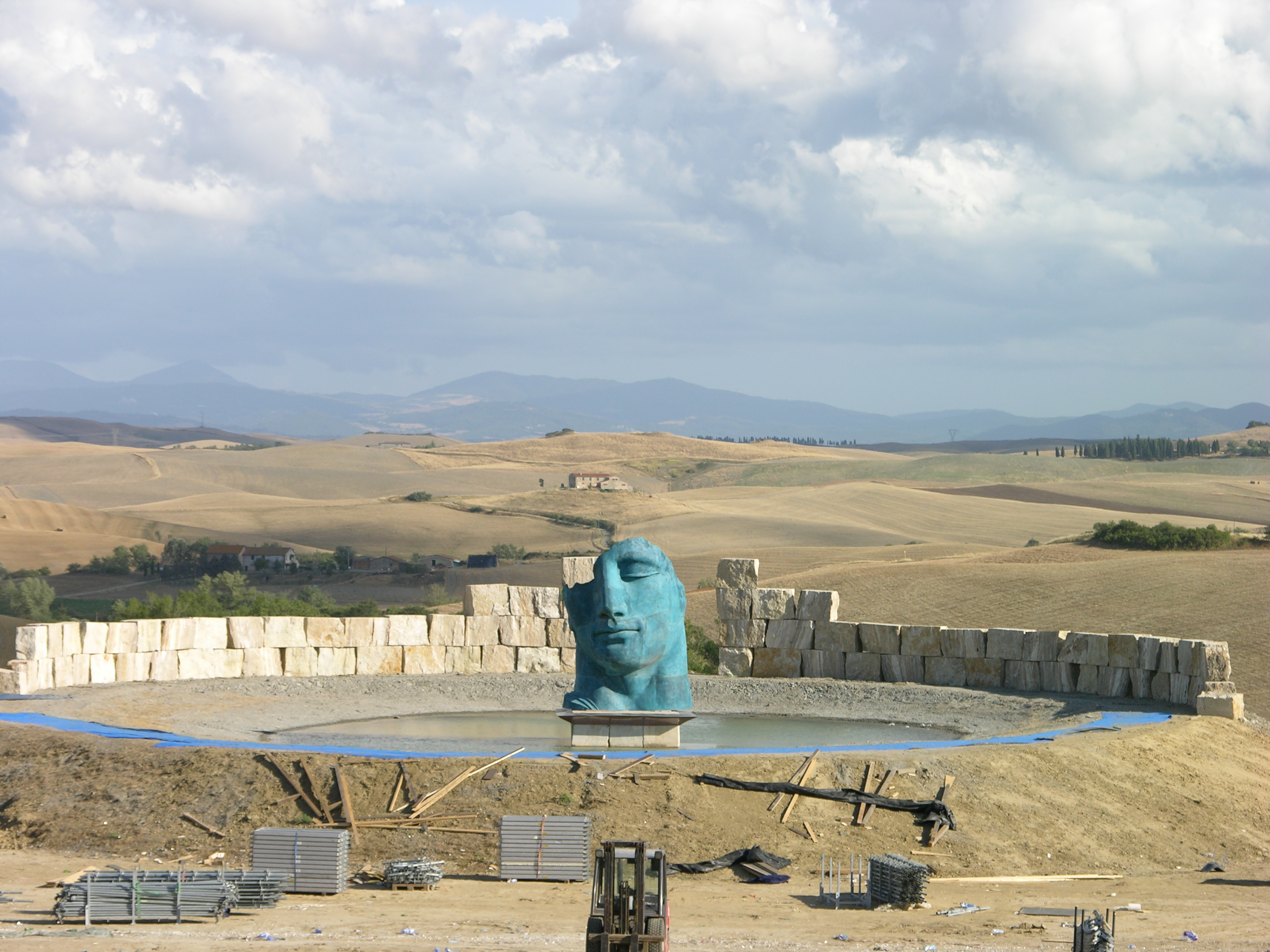
Teatro del Silenzio

### Teatro
- Teatro comunale di Lajatico
- Teatro del Silenzio

Astronomical centre Lajatico è un osservatorio astronomico nella frazione di Orciatico.
L'osservatorio astronomico è gestito da università e associazioni astrofile.

## Geografia antropica

### Frazioni
All'interno del territorio comunale di Lajatico sono riconosciute tre frazioni.
- La Sterza (74 m s.l.m., 82 abitanti)
- Orciatico (321 m s.l.m., 211 abitanti)
- Villaggio San Giovanni di Val d'Era (96 m s.l.m., 93 abitanti)

## Amministrazione
Di seguito è presentata una tabella relativa alle amministrazioni che si sono succedute in questo comune.
| Periodo        | Periodo        | Primo cittadino    | Partito                                                       | Carica  | Note  |
| -------------- | -------------- | ------------------ | ------------------------------------------------------------- | ------- | ----- |
| 19 giugno 1985 | 30 maggio 1990 | Angiolino Pacchi   | Partito Comunista Italiano                                    | Sindaco | [ 9 ] |
| 30 maggio 1990 | 24 aprile 1995 | Angiolino Pacchi   | Partito Comunista Italiano Partito Democratico della Sinistra | Sindaco | [ 9 ] |
| 24 aprile 1995 | 14 giugno 1999 | Stefano Paperini   | centro-sinistra                                               | Sindaco | [ 9 ] |
| 14 giugno 1999 | 14 giugno 2004 | Stefano Paperini   | centro-sinistra                                               | Sindaco | [ 9 ] |
| 14 giugno 2004 | 8 giugno 2009  | Fabio Tedeschi     | centro-sinistra                                               | Sindaco | [ 9 ] |
| 8 giugno 2009  | 26 maggio 2014 | Fabio Tedeschi     | lista civica Insieme per Lajatico                             | Sindaco | [ 9 ] |
| 26 maggio 2014 | 27 maggio 2019 | Alessio Barbafieri | lista civica Insieme per Lajatico                             | Sindaco | [ 9 ] |
| 27 maggio 2019 | 10 giugno 2024 | Alessio Barbafieri | lista civica Insieme per Lajatico                             | Sindaco | [ 9 ] |
| 10 giugno 2024 | in carica      | Fabio Tedeschi     | lista civica Lajatico Storia e Futuro                         | Sindaco | [ 9 ] |

## Economia
Nell'anno 2017, è stato inserito fra i 10 comuni più ricchi d'Italia: con un reddito imponibile medio di 33734 €, occupa il sesto posto della lista, e risulta essere anche il comune più ricco dell'Italia Centrale (tutti gli altri nove posti sono infatti occupati da soli comuni dell'Italia Settentrionale) e di conseguenza anche della Toscana, primato quest'ultimo conquistato frequentemente negli ultimi anni dal comune di Fiesole presso Firenze. Nel 2023 si classifica al primo posto in Italia